# Щипачі (присілок)
Щипачі́ (рос. Щипачи) — присілок у складі Богдановицького міського округу Свердловської області.
Населення — 4 особи (2010, 1 у 2002).
Національний склад станом на 2002 рік: росіяни — 100 %.